# 藍原鰩
藍原鰩（學名：Raja cyanoplax），為軟骨魚綱鰩目鰩科鰩屬的一種，分布於東南太平洋智利海域，棲息在海底，為底棲性魚類，肉食性，卵生，生活習性不明。